# Kabinet (Storbritannien)
 For alternative betydninger, se Kabinet. (Se også artikler, som begynder med Kabinet)
I britisk politik er kabinettet det kollektivt besluttende organ, der repræsenterer Hendes Majestæts regering og som består af premierministeren og omkring 22 ministre af kabinetsrang. Kabinettet sammenlignes begrebsmæssigt oftest med en regering, men der er den betydelige forskel, at ikke alle regeringens ministre har en plads i kabinettet.
Oppositionen har sit eget officielle kabinet, som kaldes Skyggekabinettet.

## Nuværende kabinet
Pr. oktober 2023 ser kabinettet således ud:
| Portræt                 | Embede(er)                                                                           | Minister               | Ministerium                                                                  | Embedstid              |
| Great Offices of State  | Great Offices of State                                                               | Great Offices of State | Great Offices of State                                                       | Great Offices of State |
| ----------------------- | ------------------------------------------------------------------------------------ | ---------------------- | ---------------------------------------------------------------------------- | ---------------------- |
|                         | Premierministeren for Det Forenede Kongerige Unionsminister (Minister for the Union) | Rishi Sunak            | Kabinetskontoret (Cabinet Office)                                            | 2022–nu                |
|                         | Finansminister (Chancellor of the Exchequer)                                         | Jeremy Hunt            | Finansministeriet (HM Treasury)                                              | 2022–nu                |
|                         | Udenrigsminister                                                                     | James Cleverly         | Udenrigsministeriet (Foreign Office)                                         | 2022–nu                |
|                         | Indenrigsminister                                                                    | Suella Braverman       | Indenrigsministeriet (Home Office)                                           | 2022–nu                |
| Andre kabinet-ministre  |                                                                                      |                        |                                                                              |                        |
|                         | Førstesekretær for staten Kansler for Hertugdømmet Lancaster Kabinetminister         | Oliver Dowden          | Kabinetskontoret (Cabinet Office)                                            | 2022–nu                |
|                         | Justitsminister                                                                      | Alex Chalk QC          | Justitsministeriet (Ministry of Justice)                                     | 2023–nu                |
|                         | Forsvarsminister                                                                     | Grant Shapps           | Forsvarsministeriet (Ministry of Defence)                                    | 2023–nu                |
|                         | Sundhedsminister Minister for social omsorg                                          | Stephen Barclay        | Sundhedsministeriet (DHSC)                                                   | 2022–nu                |
|                         | Erhvervsminister Formand for Handelsrådet Minister for kvinder og ligestilling       | Kemi Badenoch          | Erhvervs-, Energi- og Industristrategisministeriet (BEIS)                    | 2022–nu                |
|                         | Arbejds- og pensionsminister                                                         | Mel Stride             | Arbejds- og Pensionsministeriet (DWP)                                        | 2022–nu                |
|                         | Minister for Energisikkerhed og Net Zero                                             | Claire Coutinho        | Afdeling for Energisikkerhed og Net Zero (DESNZ)                             | 2023–nu                |
|                         | Undervisningsminister                                                                | Gillian Keegan         | Undervisningsministeriet (Department for Education)                          | 2022–nu                |
|                         | Minister for miljø, fødevarer og landdistrikter                                      | Thérèse Coffey         | Ministeriet for Miljø, Fødevarer og Landdistrikter (Defra)                   | 2022–nu                |
|                         | Bolig-, og lokalsamfundsminister Minister for lokale myndigheder                     | Michael Gove           | Boligministeriet og ministeriet lokalsamfund og lokale myndigheder (MHCLG)   | 2022–nu                |
|                         | Transportminister                                                                    | Mark Harper            | Transportministeriet (Department for Transport)                              | 2022–nu                |
|                         | Minister for Nordirland                                                              | Chris Heaton-Harris    | Kontoret for Nordirland (Northern Ireland Office)                            | 2022–nu                |
|                         | Minister for Skotland                                                                | Alister Jack           | Kontoret for Skotland, en del af Justisministeriet                           | 2019–nu                |
|                         | Minister for Wales                                                                   | David TC Davies        | Kontoret for Wales, en del af Justitsministeriet                             | 2022–nu                |
|                         | Leder af overhuset Storseglbevarer (Lord Keeper of the Privy Seal)                   | Baron True             | Kontoret for overhusets formand, en del af Kabinetskontoret (Cabinet Office) | 2022–nu                |
|                         | Leder af Underhuset Præsident for statsrådet (Privy Council)                         | Penny Mordaunt         | Kabinetskontoret (Cabinet Office)                                            | 2022–nu                |
|                         | Minister for digital, kultur, medier og sport                                        | Michelle Donelan       | Ministeriet for Digital, Kultur, Medier og Sport (DCMS)                      | 2022–nu                |
| Deltager også i kabinet |                                                                                      |                        |                                                                              |                        |
|                         | Chefsekretær for finansministeriet                                                   | John Glen              | Finansministeriet (HM Treasury)                                              | 2022–nu                |
|                         | Minister for kabinetskontoret Generel lønmester                                      | Jeremy Quin            | Kabinetskontoret (Cabinet Office)                                            | 2022–nu                |
|                         | Bistandsminister                                                                     | Andrew Mitchell        | Bistandsministeriet (DFID)                                                   | 2022–nu                |
|                         | ChefIndpisker (Chief Whip)                                                           | Simon Hart             | Kabinetskontoret (Cabinet Office)                                            | 2022–nu                |
|                         | Kronjurist/Kammeradvokat/Rigsadvokat (Attorney General) for England og Wales         | Victoria Prentis       | Attorney General's Office                                                    | 2022–nu                |
|                         | Sikkerhedsminister                                                                   | Tom Tugendhat          | Indenrigsministeriet (Home Office)                                           | 2022–nu                |
|                         | Minister for immigration                                                             | Robert Jenrick         | Indenrigsministeriet (Home Office)                                           | 2022–nu                |
|                         | Minister for veteran anliggender                                                     | Johnny Mercer          | Kabinetskontoret (Cabinet Office)                                            | 2022–nu                |